# Грицівська селищна рада
Гри́цівська се́лищна ра́да — орган місцевого самоврядування в Шепетівському районі Хмельницької області. Розташована у селищі міського типу Гриців.

## Загальні відомості
Грицівська селищна рада утворена в 1959 році.
- Територія ради: 3,168 км²
- Населення громади: 7594 осіб (станом на 2023 рік)
- Територією громади протікає річка Хомора

## Населені пункти
Селищній раді підпорядковані населені пункти:
- смт Гриців
- с. Корпилівка
- с. Лотівка
- с. Саверці
- с. Велика Шкарівка
- с. Онишківці
- с. Курганівка
- с. Мала Шкарівка
- с. Москвитянівка
- с. Микулин
- с. Орлинці
- с. Устянівка
- с. Рожична
- с. Сасанівка
- с. Крачанівка

## Склад ради
Рада складається з 22 депутатів та голови.
- Голова ради: Поліщук Марина Андріївна
- Секретар ради: Грабарчук Валентина Михайлівна

### Керівний склад попередніх скликань
| Прізвище, ім'я, по батькові | Основні відомості                                                        | Дата обрання | Дата звільнення |
| --------------------------- | ------------------------------------------------------------------------ | ------------ | --------------- |
| Григорук Валерій Васильович | Селищний голова, 1958 року народження, безпартійний                      | 26.03.2006   | 31.10.2010      |
| Тіфенбах Людмила Василівна  | Селищний голова, 1966 року народження, освіта вища, член Партії регіонів | 31.10.2010   |                 |
| Поліщук Марина Андріївна    | Селищний голова, 1982 року народження, освіта вища, безпартійна          | 05.11.2020   |                 |

Примітка: таблиця складена за даними сайту Верховної Ради України

### Депутати
За результатами місцевих виборів 2010 року депутатами ради стали:

#### За суб'єктами висування
| Суб'єкт висування                 | Кількість обраних депутатів | %    |
| --------------------------------- | --------------------------- | ---- |
| Самовисування                     | 13                          | 54,2 |
| Партія регіонів                   | 10                          | 41,7 |
| Політична партія «Сильна Україна» | 1                           | 4,2  |

#### За округами
| № округу                          | Прізвище, ім'я, по батькові      | Дата визнання обраним | Освіта             | Партійна приналежність                        | Відомості про обраного депутата                                    |
| --------------------------------- | -------------------------------- | --------------------- | ------------------ | --------------------------------------------- | ------------------------------------------------------------------ |
| Партія регіонів                   |                                  |                       |                    |                                               |                                                                    |
| 2                                 | Конишева Людмила Михайлівна      | 02.11.2010            | вища               | позапартійна                                  | В. Шкарівська загальноосвітня школа І-ІІ ст., вчитель              |
| 5                                 | Полєва Олена Іванівна            | 02.11.2010            | вища               | член Народної партії                          | Грицівська загальноосвітня школа І-ІІІ ст., вчитель                |
| 6                                 | Плахтій Віктор Євгенович         | 02.11.2010            | вища               | позапартійний                                 | Грицівський будинок культури, директор                             |
| 10                                | Буци Микола Йосипович            | 02.11.2010            | вища               | позапартійний                                 | Грицівська дільниця електрозв'язку, директор                       |
| 11                                | Москалюк Олександр Володимирович | 02.11.2010            | середня спеціальна | позапартійний                                 | приватний підприємець                                              |
| 15                                | Жвалюк Василь Михайлович         | 02.11.2010            | вища               | позапартійний                                 | Грицівське ВХПУ — 19, викладач                                     |
| 16                                | Слаба Сергій Володимирович       | 02.11.2010            | вища               | позапартійний                                 | Шепетівське МРВУ МВС, дільничий інспектор                          |
| 20                                | Ленчук Наталія Олександрівна     | 02.11.2010            | вища               | позапартійна                                  | Грицівська загальна середня школа, методист                        |
| 23                                | Байдацька Ангеліна Антонівна     | 02.11.2010            | середня спеціальна | позапартійна                                  | тимчасово не працює                                                |
| 24                                | Бондар Євгенія Миколаївна        | 02.11.2010            | вища               | позапартійна                                  | Кредитна спілка «Грицева Калитка», голова правління                |
| Політична партія «Сильна Україна» |                                  |                       |                    |                                               |                                                                    |
| 14                                | Дзьобань Богдан Андрійович       | 02.11.2010            | вища               | член Політичної партії «Сильна Україна»       | тимчасово не працює                                                |
| Самовисування                     |                                  |                       |                    |                                               |                                                                    |
| 1                                 | Жарчинський Юрій Романович       | 02.11.2010            | середня спеціальна | позапартійний                                 | Грицівське ВПУ-38, електрик                                        |
| 3                                 | Ганаба Галина Михйлівна          | 02.11.2010            | вища               | позапартійна                                  | приватний підприємець                                              |
| 4                                 | Дубина Валерій Романович         | 02.11.2010            | вища               | позапартійний                                 | Грицівський Центр реабілітації, директор                           |
| 7                                 | Максимчук Анжела Петрівна        | 02.11.2010            | вища               | позапартійна                                  | Грицівське ВПУ-38, секретар                                        |
| 8                                 | Дубина Олександр Петрович        | 02.11.2010            | вища               | позапартійний                                 | Фермерське господарство «Віра»                                     |
| 9                                 | Мацюк Лідія Ростиславівна        | 02.11.2010            | середня спеціальна | позапартійна                                  | приватний підприємець                                              |
| 12                                | Гаврилюк Анатолій Миколайович    | 02.11.2010            | середня спеціальна | член Всеукраїнського об'єднання «Батьківщина» | ВАТ «Чотирбоцьке хлібоприймальне підприємство», головний енергетик |
| 13                                | Грабарчук Валентина Михайлівна   | 02.11.2010            | середня спеціальна | позапартійна                                  | Грицівська бібліотека, завідувачка                                 |
| 17                                | Бовтачук Руслан Анатолійович     | 02.11.2010            | вища               | позапартійний                                 | ТОВ «Лотівка-Еліт», агроном                                        |
| 18                                | Шмиглюк Тетяна Костянтинівна     | 02.11.2010            | середня спеціальна | позапартійна                                  | тимчасово не працює                                                |
| 19                                | Слісарук Володимир Миколайович   | 02.11.2010            | середня спеціальна | позапартійний                                 | приватний підприємець                                              |
| 21                                | Качуровський Віктор Миколайович  | 02.11.2010            | вища               | позапартійний                                 | Грицівська ветеринарна лікарня, лікар                              |
| 22                                | Стецюк Тетяна Олексіївна         | 02.11.2010            | середня спеціальна | позапартійна                                  | Грицівський будинок культури, художній керівник                    |